# ワイズテーブルコーポレーション
株式会社ワイズテーブルコーポレーション（英: Y's table corporation）は、東京都港区赤坂に本社を置くレストラン店舗の企画・運営会社である。

## 概要
会員制融合レストラン「XEX」、イタリアン「The Kitchen Salvatore Cuomo」などのレストラン店舗の運営を行っている。直営店50店舗、FC加盟店36店舗を有する。

## Pizza Salvatore Cuomo
「Pizza Salvatore Cuomo」（ピッツァ サルヴァトーレ クオモ）ブランドでナポリスタイルのピッツァをデリバリー、イートインで提供している。同社役員で料理人のサルヴァトーレ・クオモの名を冠している。

## 沿革
- 1999年（平成11年） - 有限会社ワイズテーブルコーポレーションを設立。
- 2000年（平成12年） - 株式会社ワイズテーブルコーポレーションに改組。
- 2004年（平成16年） - 東京証券取引所マザーズ市場に上場。
- 2015年（平成27年） - 東京証券取引所第二部に市場変更。
- 2021年（令和3年） - 同年2月末時点で債務超過となる。